# Triaenodes corallinus
Triaenodes corallinus là một loài Trichoptera trong họ Leptoceridae. Chúng phân bố ở miền Australasia.